# Eric Benét
Eric Benét Jordan, bedre kendt som Eric Benét (født 15. oktober 1966) er en R&B-sanger fra USA.